# Purpuricenus frommi
Purpuricenus frommi là một loài bọ cánh cứng trong họ Cerambycidae.